# Вудильникоподібні
Вудильникоподібні (Lophiiformes) — ряд костистих риб. Однією з їх відмітних ознак є тверді грудні плавці, що служать для опори. Усі вудильникоподібні живуть в морі, переважно на великій глибині. Представники родини клоунових (Antennariidae) зустрічаються і на мілководді тропічних коралових рифів. Ці види є частиною бентосу тоді як багато глибоководних видів ведуть пелагічний спосіб життя.

## Опис
Передня частина спинного плавця, якщо він наявний, розташований прямо над пащею і має форму «вудки» (Illicium) з приманкою (Esca) для приваблення здобичі. Саме ця особливість дала таксону його назву. Черевні плавники, якщо є, розташовані на горлі. Грудні плавники підтримуються 2-3 скелетними елементами, з яких нижній сильно збільшений, зазвичай розширений на кінці і може здійснювати обертальні рухи. Це дозволяє донним рибам використати грудні плавники, як би зігнуті в лікті, для повзання по ґрунту. Зяброва щілина мала і знаходиться у безпосередньому сусідстві від основи грудних плавників. Перший хребець зрощений з черепом. Тіло голе, часом з великою кількістю шкірних виростів або покрито кістковими горбками, шипиками або бляшками.

## Статевий диморфізм

Haplophryne mollis з двома самцями

У цих риб спостерігається статевий диморфізм. Самці можуть бути в 60 разів менші за самиць. Вони не здатні харчуватися самостійно, тому з'єднують свою кровоносну систему з нижньою частиною самки, паразитуючи на ній. Після такого поєднання у самця атрофуються інші органи окрім сім'яних залоз, які самиця використовує для запліднення.

## Систематика
Ряд вудильникоподібні ділиться на 3 підряди з 18 родинами, близько 66 родами і зверху 323 видами:
- Підряд Lophioidei
  - Lophiidae
- Підряд Antennarioidei
  - Antennariidae
  - Tetrabrachiidae
  - Brachionichthyidae
  - Lophichthyidae
- Підряд Chaunacoidei
  - Chaunacidae
- Підряд Ogcocephaloidei
  - Ogcocephalidae
- Підряд Ceratioidei
  - Centrophrynidae
  - Ceratiidae
  - Himantolophidae
  - Diceratiidae
  - Melanocetidae
  - Thaumatichthyidae
  - Oneirodidae
  - Caulophrynidae
  - Neoceratiidae
  - Gigantactinidae
  - Linophrynidae